# تام هلد

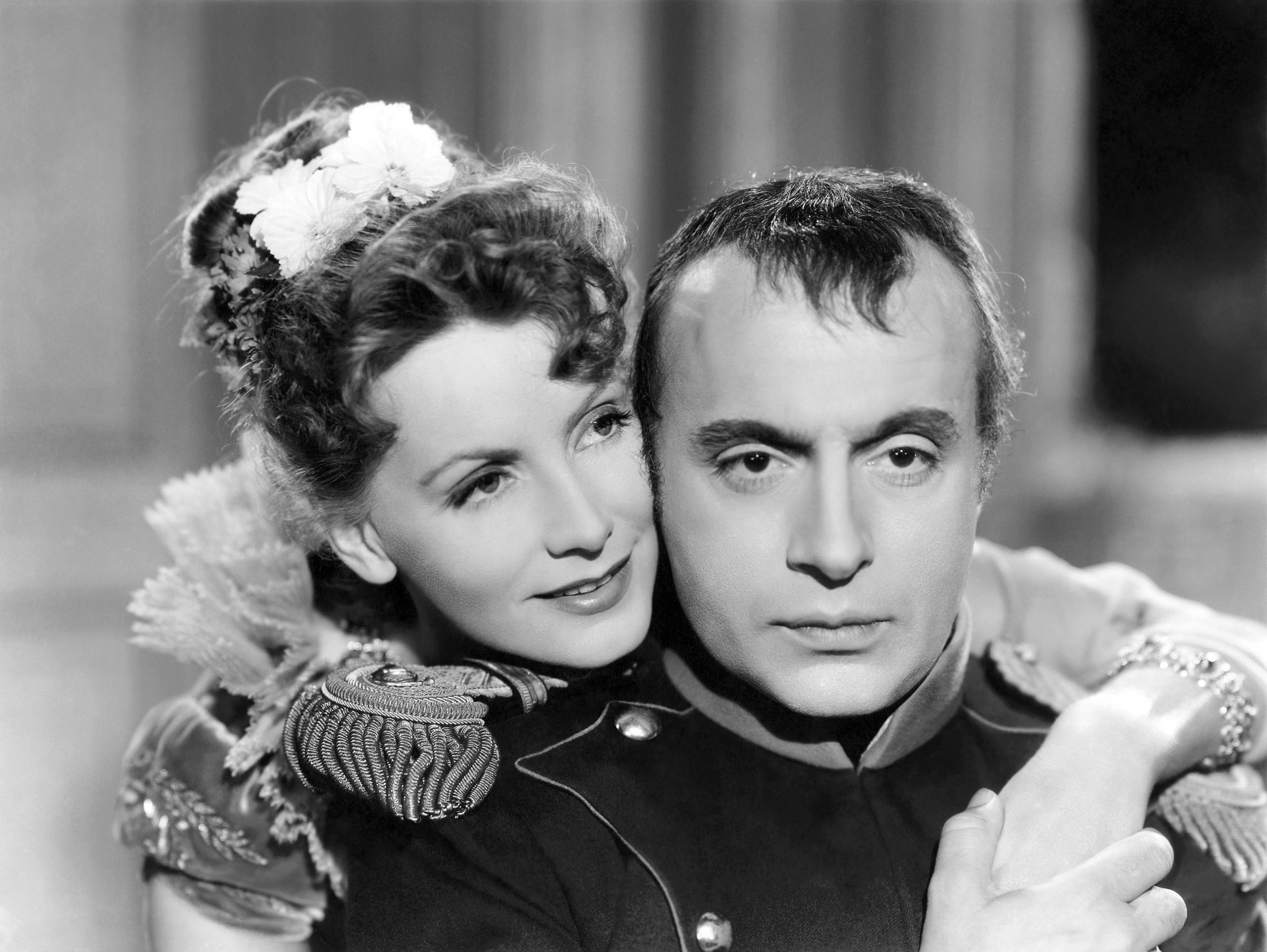

تام هلد (انگلیسی: Tom Held؛ ‏ ۳۱ اوت ۱۸۸۹ – ۱۳ مارس ۱۹۶۲) یک تدوین‌گر اهل اتریش بود.

## گزیده فیلمشناسی
- جادوگر شهر از (۱۹۳۹)
- والس بزرگ (۱۹۳۸)
- پرواز آزمایشی (۱۹۳۸)
- فتح (۱۹۳۷)
- خاک خوب (۱۹۳۷)
- سان‌فرانسیسکو (۱۹۳۶)
- پس از ساعت اداری (۱۹۳۵)
- تارزان و معشوقه‌اش (۱۹۳۴)
- بربرها (۱۹۳۳)
- راسپوتین و امپراتریس (۱۹۳۲)
- تارزان مرد گوریلی (۱۹۳۲)
- گناه مادلن کلوده (۱۹۳۱)